# Krail

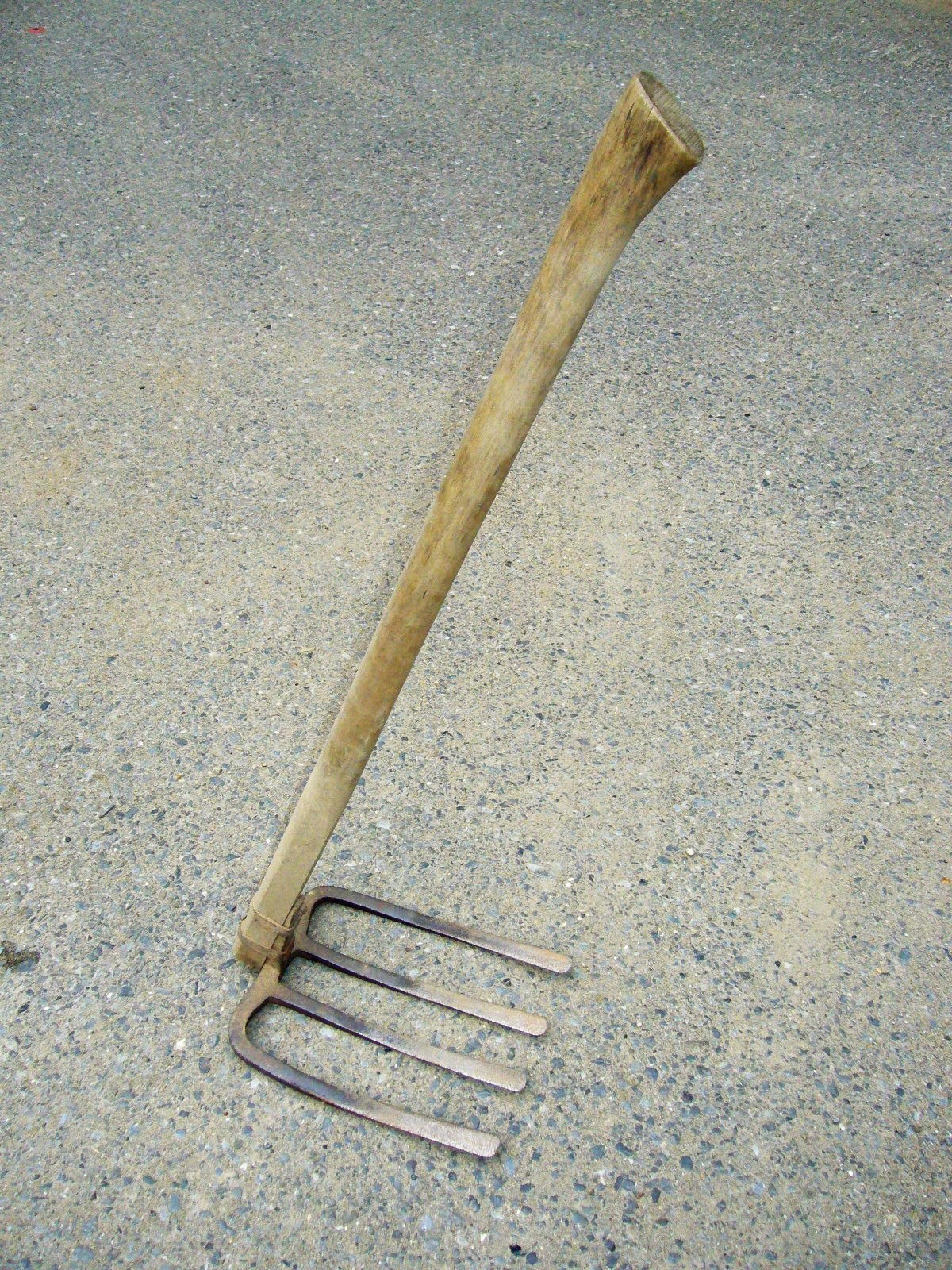
Krail

Der Krail, Kreil, Kreiel, Krell, Kräuel, auch Kralle, Reißer, Dunghaken, Dungharke, Vierzahn, Kartoffelhacke genannt, ist ein Handwerkzeug zur Bodenbearbeitung, insbesondere zur Lockerung und Durchlüftung des Bodens.
Der Krail hat ähnlich wie eine Hacke einen langen Stiel. Am unteren Ende sind – wie bei einer Grabegabel – drei oder vier Zinken ausgeformt, die im rechten Winkel abgeknickt sind. Im Gegensatz zum Karst ist der Krail nicht so robust gearbeitet, und er besitzt eine Tülle (Dülle) statt eines Hauses. Der Bewegungsablauf mit dem Krail ist ein „ziehender“ und entspricht eher dem eines Rechens als dem einer Hacke, wie es beim Karst der Fall ist.

## Verwendung
Der Krail wird durch den Boden oder den Haufen gezogen und verteilt oder löst das Gut. Mit dem Krail können ähnliche Arbeiten ausgeführt werden wie mit der Hacke, dem Sauzahn (Kultivator, bzw. als Maschine: Grubber (Krümler)). Insbesondere bei der Vorbereitung des Saatbetts lassen sich mit dem Krail die Schollen nach dem Umgraben zerkleinern und der Boden lockern und durchlüften. Hierbei wird die Bodenstruktur nicht verändert. Auch zum Jäten eignet sich der Krail gut, da er Unkraut, Beikräuter und Pflanzenreste nicht zerschneidet, sondern aushebt.
Außer für Erdarbeiten wird der Krail, wie die Bezeichnung „Dunghaken“ sagt, zum Auseinanderreißen der Misthaufen verwendet. Außerdem findet er in der Einarbeitung von Mist in den Oberboden Verwendung. Dunghaken gehören auch zur Normbeladung vieler Feuerwehrfahrzeuge (Löschfahrzeuge, Rüstwagen). Üblich ist die Verwendung als Hilfsmittel zum Auseinanderziehen von Brandschutt.